# Tintenpalast

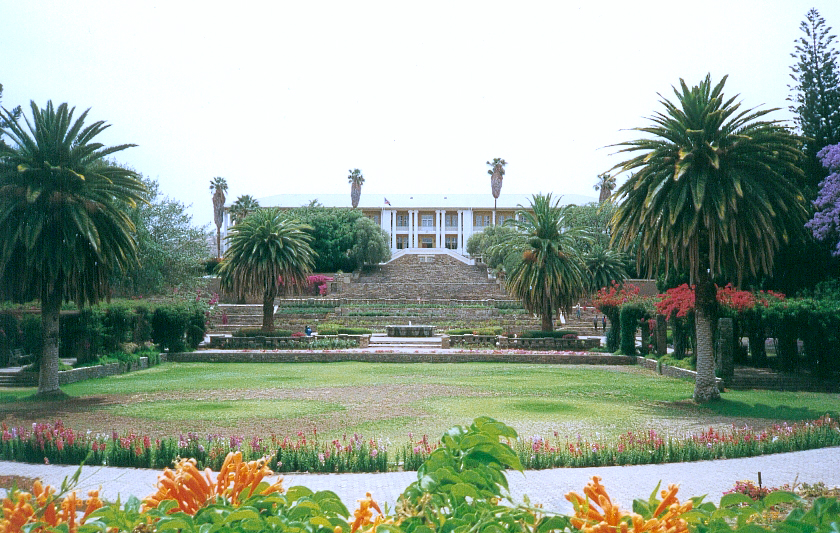
Tintenpalast mit vorgelagertem Parlamentsgarten

Der Tintenpalast in Windhoek ist Sitz des Unterhauses des Parlaments von Namibia, der Nationalversammlung. 
Der Nationalrat sitzt in einem modernen Neubau, dem sogenannten National Council Building östlich des Tintenpalastes.

## Baugeschichte
Das in Windhoek-Central, oberhalb der Christuskirche stehende Gebäude wurde vom Architekten Gottlieb Redecker entworfen und 1912–1913 von der Firma Sander & Kock als Verwaltungsgebäude der Deutschen Regierung aus lokalen Materialien erbaut. Dabei wurden auch Zwangsarbeiter eingesetzt. Der Bau wurde am 1. November 1913 eingeweiht.
Der Tintenpalast gilt als typisches Beispiel eigenständiger deutscher Kolonialarchitektur. In Anspielung auf „die zahlreichen Schreiberlinge und ihren hohen Tintenverbrauch“ nannte die deutsche Bevölkerung das Gebäude spöttisch „Tintenpalast“. 

## Gartenanlage
Dem Tintenplast ist ein großer Park – der sogenannten Parlamentsgarten – vorgelagert, der sich bis zu seiner Schließung 2019 bei der Stadtbevölkerung großer Beliebtheit erfreute. Mit der Anlage des Tintenpalast-Gartens (wurde 1931 begonnen). Hierfür wurden George Kerby und Karl Zirkler beauftragt. Der Bau begann 1934 mit der Anpflanzung von Olivenbäumen, die inzwischen nicht mehr bestehen.
Am östlichen Ende des Parks zum Tintenpalast hin befinden sich drei Statuen wichtiger namibischer Persönlichkeiten: Hosea Kutako in der Mitte, links davon Hendrik Samuel Witbooi und rechts Theophilus Hamuntubangela.

## Galerie

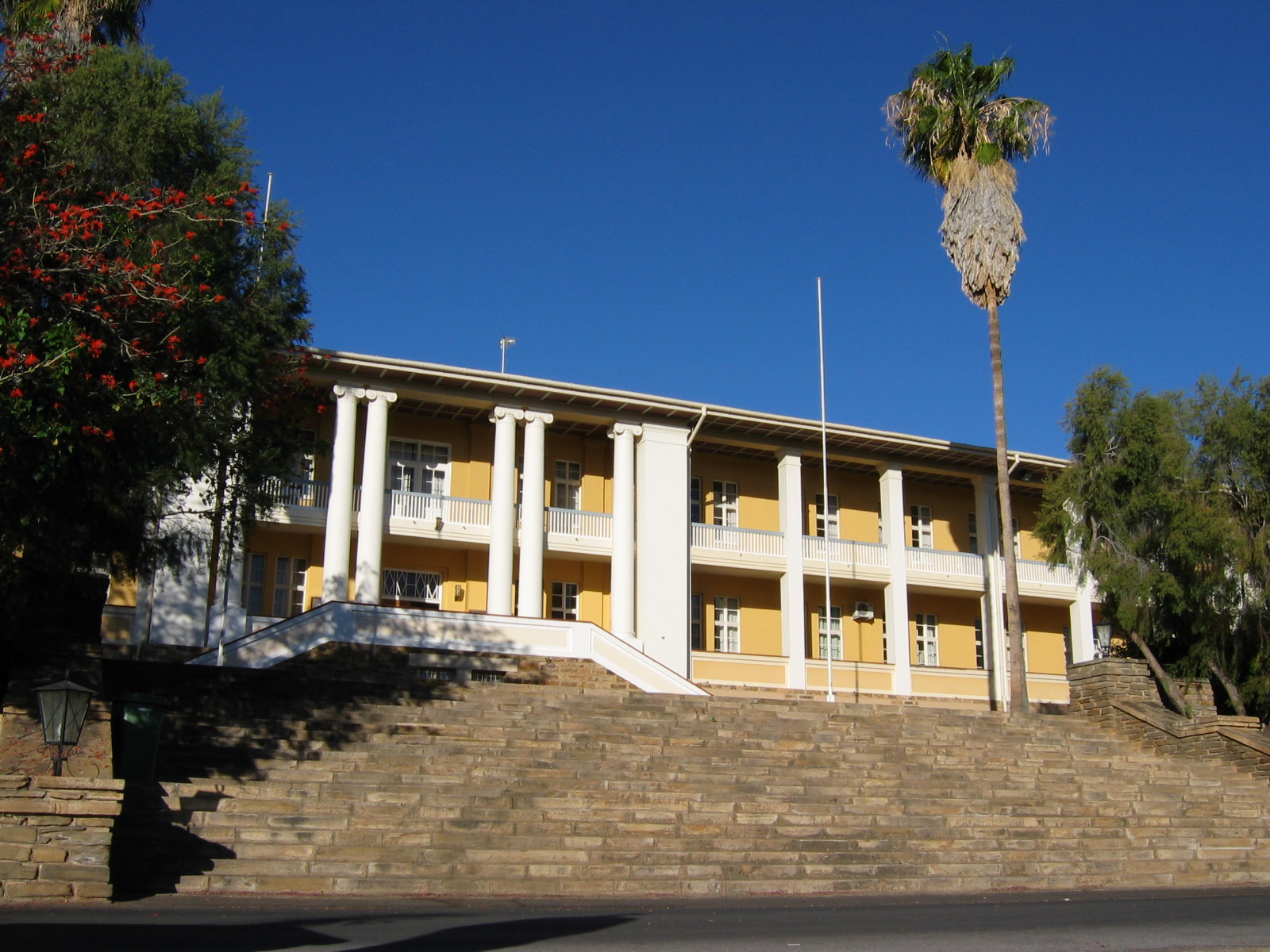
Tintenpalast in Windhoek
Innenhof des Tintenpalastes
Parlamentsgarten mit Blick auf Christuskirche
Saal der Nationalversammlung
Hosea-Kutako-Statue